# Piceno

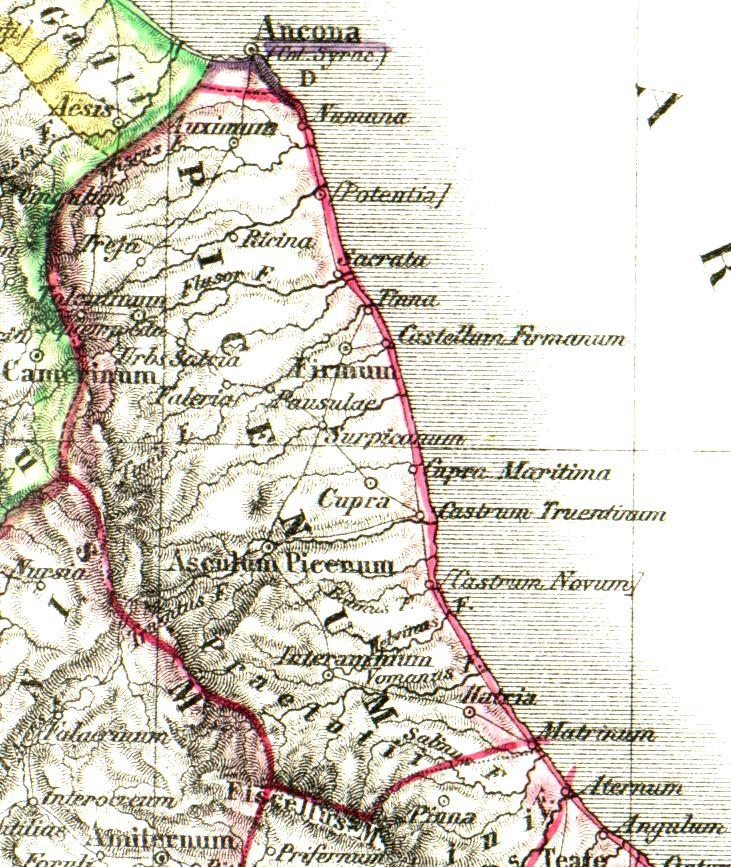
Regio V - Picenum

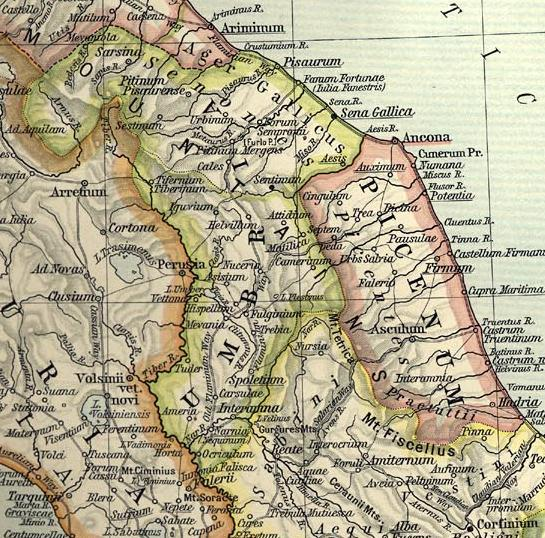
Mapa de Regio V Picenum y Regio VI Umbria

Regio V Picenum es la quinta región romana de Italia en la época augustea.

## Denominación
Como no había un nombre oficial en la época de las regiones augusteas, la región es nombrada actualmente como Regio V Picenum, utilizando el nombre de quienes habitaban la región previo a la conquista romana, los picenos. En la regio V se incluía también el territorio de los pretuzos (ager Pretutianus)

## Territorio
Correspondía al territorio de la actual Marcas, al sur del río Esino, de la actual provincia de Teramo y parte de la actual provincia de Pescara en los Abruzzos, comprendiendo aproximadamente las tierras entre el río Esino al norte, el Adriático al este, los Apeninos al oeste y el río Saline al sur.
Una descripción del territorio de la Regio V está presente en Naturalis Historia de Plinio el Viejo (Plinio il Vecchio, Naturalis Historia, Libro III, paragrafi 110-111) donde se nombran las ciudades que se encontraban en la región:

Quinta regio Piceni est, quondam uberrimae multitudinis. {\displaystyle {\overline {CCCLX}}} Picentium in fidem p.R. venere. orti sunt a Sabinis voto vere sacro. tenuere ab Aterno amne, ubi nunc ager Hadrianus et Hadria colonia a mari {\displaystyle {\overline {VI}}} p. flumen Vomanum, ager Praetutianus Palmensisque, item Castrum Novum, flumen Batinum, Truentum cum amne, quod solum Liburnorum in Italia relicum est, flumina Albula, Tessuinum, Helvinum, quo finitur Praetutiana regio et Picentium incipit.

Cupra oppidum, Castellum Firmanorum, et super id colonia Asculum, Piceni nobilissima. intus Novana; in ora Cluana, Potentia, Numana a Siculis condita, ab iisdem colonia Ancona, adposita promunturio Cunero in ipso flectentis se orae cubito, a Gargano {\displaystyle {\overline {CLXXXIII}}}. intus Auximates, Beregrani, Cingulani, Cuprenses cognomine Montani, Falerienses, Pausulani, Planinenses, Ricinenses, Septempedani, Tolentinates, Traienses, Urbesalvia Pollentini.
Plinio il Vecchio, Naturalis Historia, III, 112

## Las ciudades de laRegio V
La Regio V contenía en su territorio varias ciudades. Plinio el Viejo enumera las 24 ciudades principales y alguna que otra localidad secundaria, actualmente de estas ciudades 19 estarían en las Marcas, y 5 en los Abruzos:
| Nombre en latín    | Nombre actual                                       | Zona             | Región actual | Fundación                                                               | Tribu   | Observaciones |
| ------------------ | --------------------------------------------------- | ---------------- | ------------- | ----------------------------------------------------------------------- | ------- | --- |
| Ancona             | Ancona                                              | Piceno           | Marcas        | griega                                                                  | Lemonia | |
| Asculum            | Ascoli Piceno                                       | Piceno           | Marcas        | picena                                                                  | Fabia   | |
| Auximum            | Osimo                                               | Piceno           | Marcas        |                                                                         | Velina  | |
| Beregra            | cercano a Civitella del Tronto o Montorio al Vomano |                  | Abruzzo       |                                                                         |         | |
| Castrum Novum      | cercano a Giulianova                                | ager Pretutianus | Abruzzo       |                                                                         | Papiria | |
| Castrum Truentinum | cercano a Martinsicuro                              | Piceno           | Abruzzo       |                                                                         |         | |
| Cingulum           | Cingoli                                             | Piceno           | Marcas        |                                                                         | Velina  | |
| Cluana             | Portocivitanova                                     | Piceno           | Marcas        |                                                                         |         | |
| Cupra Maritima     | cercano a Cupramarittima                            | Piceno           | Marcas        |                                                                         | Velina  | |
| Cupra Montana      | cercano a Sant'Eleuterio di Cupramontana            | Piceno           | Marcas        |                                                                         | Velina  | municipio a costituzione duovirale |
| Falerio            | cercano a Falerone                                  | Piceno           | Marcas        |                                                                         | Velina  | |
| Firmum Picenum     | Fermo                                               | Piceno           | Marcas        |                                                                         | Velina  | |
| Hadria             | Atri                                                | ager Hadrianus   | Abruzzo       |                                                                         | Maecia  | |
| Interamnia         | Teramo                                              | ager Pretutianus | Abruzzo       |                                                                         | Velina  | |
| Novana             | cercano a Montedinove                               | Piceno           | Marcas        |                                                                         |         | |
| Numana             | Numana                                              | Piceno           | Marcas        |                                                                         |         | topónimo que también se encuentra como Humana |
| Pausulae           | cercano a San Claudio al Chienti, Corridonia        | Piceno           | Marcas        |                                                                         | Velina  | |
| Planina            | cercano a San Vittore di Cingoli                    | Piceno           | Marcas        |                                                                         | Velina  | |
| Potentia           | cercano a Santa María a Potenza, Portorecanati      | Piceno           | Marcas        |                                                                         | Velina  | |
| Ricina             | a Villa Potenza di Macerata                         | Piceno           | Marcas        | hipótesis de una fundación romana sobre el anterior asentamiento piceno | Velina  | llamada también Helvia Recina porque Septimio Severo en 205 la rebautizó con el nombre de Helvia Recina Pertinax, en honor a su predecesor el emperador Publio Helvio Pertinax. |
| Septempeda         | San Severino Marche                                 | Piceno           | Marcas        |                                                                         | Velina  | |
| Tolentinum         | Tolentino                                           | Piceno           | Marcas        |                                                                         | Velina  | |
| Trea               | cercano a Treia                                     | Piceno           | Marcas        |                                                                         | Velina  | |
| Urbs Salvia        | cercano a Urbisaglia                                | Piceno           | Marcas        |                                                                         | Velina  | |

## Historia

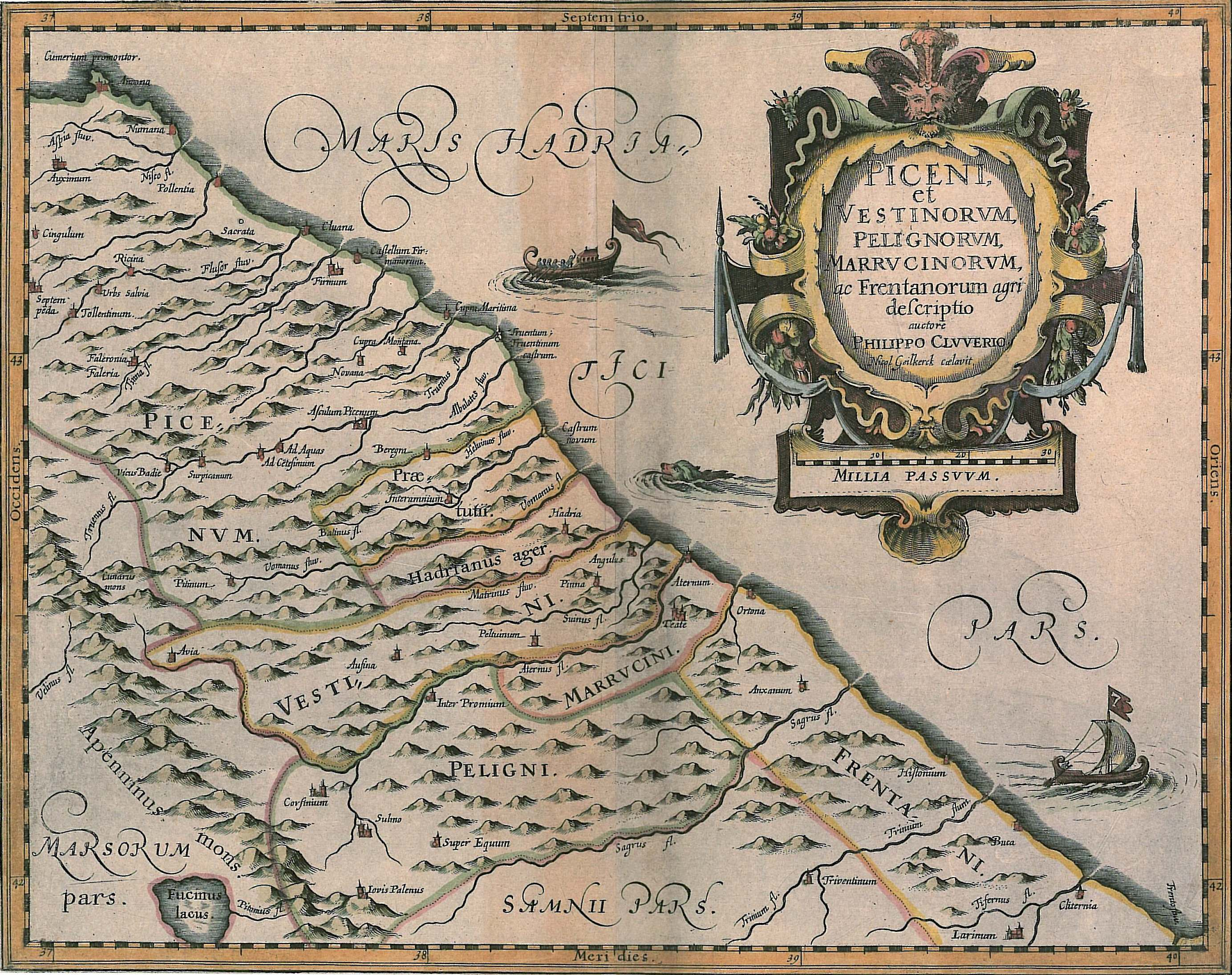
Piceni et Vestinorum, Pelignorum, Marrucinorum; ac Frentanorum agri descriptio, 1624 - Philip Clüver.

En la Edad del Hierro era habitada por el pueblo de los picenos, quienes utilizaban como forma funeraria la inhumación, lo que los diferenciaba sensiblemente de sus  vecinos villanovanos, que usaban la incineración.
La cultura material de la zona picena meridional tenía fuerte afinidad con la costa oriental del Adriático, así como el amplio empleo del ámbar en el período orientalizante (circa siglo VII a. C.) parece indicar estrechos contactos comerciales con las zonas adriáticas septentrionales.
La región entró a formar parte del territorio romano en el siglo III a. C.
Fue el lugar natal del senador y cónsul romano Cneo Pompeyo Estrabón, padre de Pompeyo Magno.